# 9723 Binyang
9723 Binyang este un asteroid din centura principală de asteroizi.

## Descriere
9723 Binyang este un asteroid din centura principală de asteroizi. A fost descoperit pe 1 martie 1981 la Siding Spring de Schelte J. Bus. Asteroidul prezintă o orbită caracterizată de o semiaxă mare de 2,15 ua, o excentricitate de 0,12 și o înclinație de 5,0° în raport cu ecliptica.